# Giorgi Rewasischwili
Giorgi Rewasischwili (georgisch გიორგი რევაზიშვილი; * 16. November 1974 in Sagaredscho) ist ein ehemaliger georgischer Judoka, der 1997 Vizeweltmeister im Superleichtgewicht war.

## Sportliche Karriere
Der 1,68 m große Rewasischwili trat meist im Halbleichtgewicht, der Gewichtsklasse bis 65 Kilogramm, ab 1998 bis 66 kg an.
Bei den Europameisterschaften 1994 startete er im Superleichtgewicht, der Gewichtsklasse bis 60 Kilogramm. Nachdem er im Viertelfinale den Ukrainer Wjatscheslaw Pilipenko besiegt hatte, verlor er im Halbfinale gegen Nazim Hüseynov aus Aserbaidschan. Im Kampf um Bronze bezwang er den Russen Tinaw Achmedow. Ein halbes Jahr nach den Europameisterschaften gewann Rewasischwili den Titel im Halbleichtgewicht bei den Junioren-Weltmeisterschaften in Kairo. Im Mai 1996 fanden die Europameisterschaften in Den Haag statt. Rewasischwili besiegte den Deutschen Peter Schlatter im Halbfinale und den Briten Julian Davis im Finale des Halbleichtgewichts. Als amtierender Europameister gewann er seinen ersten Kampf bei den Olympischen Spielen in Atlanta gegen den Argentinier Francisco Morales durch Waza-ari. In seinem zweiten Kampf unterlag er dem Belgier Philip Laats nach 4:24 Minuten durch Ippon. In der Hoffnungsrunde bezwang er Orlando Fuentes aus den Vereinigten Staaten und den Polen Jarosław Lewak jeweils durch Ippon. Nach seiner Ippon-Niederlage gegen den Kubaner Israel Hernández belegte Rewasischwili den siebten Platz.
Bei den Europameisterschaften 1997 in Ostende erreichte er mit Siegen über den Ungarn József Csák und den Schweden Gabriel Bengtsson das Finale, dort unterlag er dem Türken Hüseyin Özkan und erhielt die Silbermedaille. Im Juli 1997 gewann Rewasischwili beim Turnier in Tiflis. Danach reduzierte er sein Gewicht und trat im Oktober bei den Weltmeisterschaften in Paris im Superleichtgewicht an. Dort bezwang er im Halbfinale den Brasilianer Fúlvio Miyata, im Finale verlor er gegen den Japaner Tadahiro Nomura. Anfang 1998 gewann Rewasischwili beim Turnier von Paris das Halbleichtgewicht. Bei den Europameisterschaften 1998 in Oviedo unterlag er im Halbfinale dem Franzosen Larbi Benboudaoud, im Kampf um Bronze besiegte er den Deutschen Martin Schmidt. 1999 belegte er den fünften Platz bei den Europameisterschaften. Bei den Weltmeisterschaften 1999 trat Rewasischwili im Leichtgewicht an, der Gewichtsklasse bis 73 Kilogramm. Im Viertelfinale verlor er gegen Jimmy Pedro aus den Vereinigten Staaten. Mit Siegen über den Moldauer Andrei Golban, den Weißrussen Anatol Larukou und den Ungarn Miklós Illyés erkämpfte sich Rewasischwili eine Bronzemedaille. Ebenfalls im Leichtgewicht gewann er eine Bronzemedaille bei den Europameisterschaften 2000 in Breslau. Nach einer Halbfinalniederlage gegen den Russen Witali Makarow bezwang er im Kampf um Bronze den Rumänen Claudiu Baștea. Bei den Olympischen Spielen 2000 in Sydney schied er in der ersten Runde gegen den Usbeken Andrey Shturbabin aus. 2002 belegte Rewasischwili noch einmal den fünften Platz bei den Europameisterschaften, bei den Mannschaftsweltmeisterschaften in Basel gewann er mit dem georgischen Team die Silbermedaille hinter den Japanern. Im Dezember 2003 gewann er zum Abschluss seiner Karriere den Titel bei den Mannschaftseuropameisterschaften.